# Monte Vigese
Il monte Vigese è un'importante altura dell'Appennino bolognese che si eleva sul territorio dei comuni di Camugnano e Grizzana Morandi

## Toponimo
Il nome deriva da Vigo (dal latino vicus, borgo ma anche podere), una frazione del comune di Camugnano che gravita sui suoi pendii.

## Descrizione
Il massiccio di Monte Vigese resta piuttosto isolato dalle altre vette montuose delle vicinanze; ciò che infatti lo distingue dalle cime circostanti è sia la sua altezza elevata (1091 m), sia la sua forma trapezoidale. 
Nonostante il monte rimanga chiaramente distinguibile, attiguamente ad esso sono presenti verso nord la cima di Montovolo (962 m), dove vi è un noto santuario dell'Appennino, mentre nella parte meridionale è patentemente visibile un impressionante fianco brullo della montagna, l'effetto di una frana, noto ora come il Sasso di Vigo.
Il Monte Vigese funge anche da importante spartiacque tra le valli dei fiumi Reno e Setta e dai suoi pendii hanno origine piccoli ma perenni corsi d'acqua che confluiscono, oltre che nel Reno, anche nel torrente  Limentra Orientale e nel torrente Vezzano, affluente del Brasimone.
Dalla parte alta del rilievo si ha una panoramica sul Corno alle Scale (maggior rilievo della provincia di Bologna), del fianco orientale del Monte Cimone e, sulla destra, dell'Alpe di Cusna.
A poca distanza dal Monte Vigese si trova il Sasso di Vigo, un piccolo rilievo roccioso con caratteristica forma a C.

## Ambiente
È classificato come sito di interesse comunitario e zona di protezione speciale; fa inoltre parte del Parco provinciale di Montovolo-Vigese.